# Elliniko
Elliniko (in greco Ελληνικό?) è un ex comune della Grecia nella periferia dell'Attica (unità periferica di Atene Meridionale) con 16 740 abitanti secondo i dati del censimento 2001.
È stato soppresso a seguito della riforma amministrativa, detta Programma Callicrate, in vigore dal gennaio 2011 ed è ora compreso nel comune di Elliniko-Argyroupoli.